# 国立病院機構石川病院
独立行政法人国立病院機構石川病院（どくりつぎょうせいほうじんこくりつびょういんきこういしかわびょういん）は石川県加賀市の医療機関。
全国25か所に設置された傷痍軍人療養所の1つとして創設され、国立療養所を経て現在は国立病院機構の病院となっている。

## 概要
加賀市片山津温泉の西側、加賀三湖の1つである柴山潟と日本海に挟まれた砂丘地にある。現在は主に高齢者を中心とした慢性期医療、政策医療における神経難病、重症心身障害児（者）に対する医療を提供している。長期入院治療のほか、外来診療、緊急一時入院治療、レスパイト入院、ショートステイなども行っている。このほか、内視鏡検査などの二次検診を含む各種検診、小児科の外来診療、予防接種、成人・高齢者のワクチン接種などにも対応している。
老朽化した病棟の新築建替が計画されており、一般病棟（鉄筋コンクリート造・3階建）および重症心身障害児（者）「病棟（鉄筋コンクリート造・平屋建）が2014年（平成26年）5月に完成する予定であったが、労務費上昇・資材高騰による入札不調のため、予算上の都合から計画は延期されている。

## 外来診療
- 診療時間：午前8時30分～午後5時15分（受付は午前8時30分～午前11時30分）
- 診療日：月曜日～金曜日（土曜日、日曜日、祝日、年末年始（12月29日～1月3日）は休診）

## 沿革
- 1939年（昭和14年）02月 - 傷痍軍人石川療養所として創設（許可病床数404床）[4]。
- 1945年（昭和20年）12月 - 厚生省に移管、国立石川療養所となる　（許可病床数800床）[4]。
- 1947年（昭和22年）04月 - 日本医療団錦城園、若松園、医王園、松百園が当院の分院となる[4]。
- 1947年（昭和22年）07月 - 分院の錦城園を統合[4]。
- 1948年（昭和23年）04月 - 分院の医王園は国立療養所医王園となる[4]。
- 1952年（昭和27年）04月 - 分院の松百園は国立七尾療養所、若松園は国立療養所金沢若松園となる[4]。
- 1975年（昭和50年）04月 - 国立療養所石川病院と改称[4]。
- 2003年（平成15年）03月 - 国立山中病院を統合、旧国立山中病院は加賀市の山中温泉医療センターとなる[4]。
- 2004年（平成16年）04月 - 独立行政法人化により国立病院機構石川病院となる[4]。

## 診療科
- 内科
- 脳神経内科
- 循環器科
- 呼吸器科
- 心臓血管外科
- 消化器科
- 整形外科
- 小児科
- 外科
- 皮膚科（外来のみ）
- 眼科（外来のみ）
- リハビリテーション科
- 放射線科
- 麻酔科
- 歯科

## アクセス
- 北陸新幹線・IRいしかわ鉄道線 加賀温泉駅より車で約10分、バス（加賀温泉バス）で約20分。
- 北陸自動車道 片山津インターチェンジより車で約3分。
- 小松空港より車で約15分。

※ 外来診療日は周辺地域を巡回するシャトルバスを運行している。

## 外部サイト
- 独立行政法人国立病院機構 石川病院ウェブサイト
- 独立行政法人国立病院機構ウェブサイト